# 澳門交通標誌

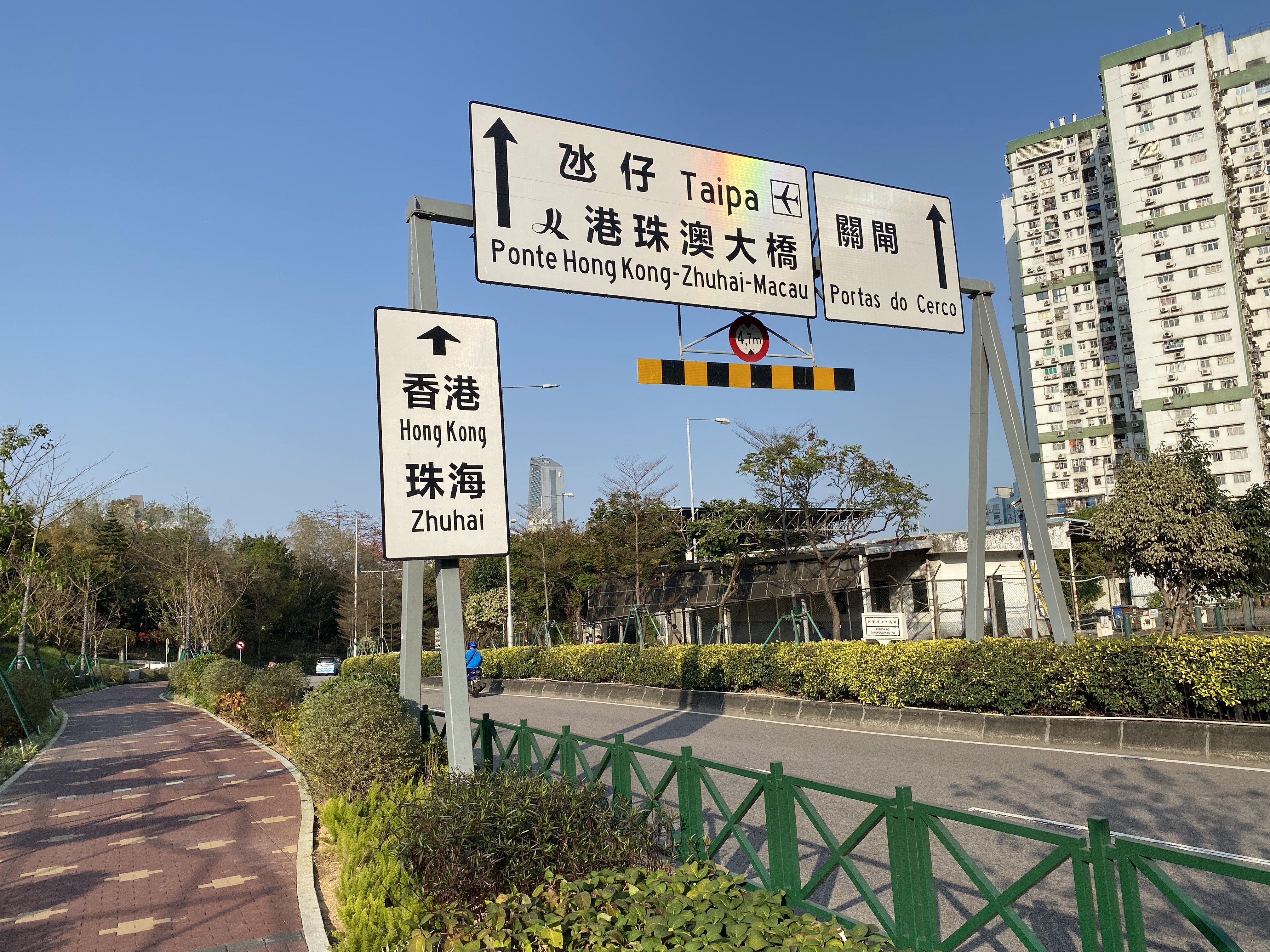
澳門的交通標誌

澳門交通標誌是指澳門使用的交通標誌。澳门的交通標誌与1998年之前葡萄牙使用的交通標誌相似。1999年澳门主权移交后，原本葡萄牙統治時代的交通標誌依然沿用。

## 警告標誌

向右轉彎
向左轉彎
向右雙曲線
向左雙曲線
十字路口或路口
沒有優先道路的十字路口
與無優先道路的交會處
與無優先道路的交會處
合併左側交通
合併右側交通
減速帶
浸在道路上
凹凸不平的表面
軟基路段
隧道
兒童穿越
前方有行人過路處
道路兩側變窄
道路左側變窄
道路右側變窄
陡峭的下降
陡峭的上升
前方施工
鬆散的礫石
容易打滑
落石
吊橋
河岸
注意橫風
交通號誌
前方圓環
騎自行車的人橫穿或進入道路
低空飛行的飛機
給主幹道上的交通讓路
雙向交通
附近的其他危險

## 禁止標誌

沒有車輛通行通道
禁止車輛駛入
禁止右轉
禁止左轉
禁止掉頭
禁止超車
禁止貨車超車
在主幹道上停車並給交通讓路
海關
收費路
無法停車或等待
禁止臨時停車和停放車輛
單日不准停車
偶數天不准停車
限時停車區
禁止兩輪以下機動車輛
沒有摩托車騎士
禁止所有機動車輛行駛
禁止行人、動物、輕便摩托車和騎自行車
禁止高度超過3.5公尺的車輛
寬度超過2公尺的車輛禁止通行
禁止在本車與前車距離小於70公尺的情況下行駛
禁止長度超過10公尺的車輛
禁止貨運車輛重量超過 5.5 噸
禁止車輛重量超過 5.5 噸
每車軸重量不得超過 2.4 噸
最高速度限制
無馬達噪音
迎面而來的車輛優先
行人禁止通行
卡車禁止進入
禁止車輛牽引 2 個或更多車軸的拖車
禁止騎自行車或小型輕便摩托車進入
禁止大型輕型機車進入
禁止攜帶爆炸物的車輛
禁止運輸危險水污染物的車輛
禁止車輛運載危險物品或符合特殊標誌規定的材料進入
許可停車區
無停車區
除裝貨及卸貨外，無停車區
無停車區，暢通無阻
速限區
無通行區
最高速度限制結束
馬達噪音禁止結束
禁止停車或停車禁令結束
終止之前簽署的所有禁令和限制
禁止超車結束
卡車禁止超車結束
限時停車區結束

## 強制性標誌

只能左轉
只能直行，不能轉彎
右轉
直行或左轉
僅右轉
左轉
直行或右轉
從左側通過
從右側通過
迂迴
可以從兩側通過
最低限速
限巴士
僅限騎自行車者
僅限行人通行
最低速度限制結束

## 訊息標誌

停車場
根據標誌上之指示，許可某種車輛或公共機關或實體使用之車輛泊車.
許可重型汽車泊車
醫院區
沒有直通公路
單向行駛
優先於迎面而來的車輛
行人穿越道
優先道路
諮詢速度
公共運輸車輛專用車道
有優先權道路方向標誌
有優先權道路方向標誌
車道使用標誌
車道使用標誌
車道使用標誌
車道使用標誌

## 其他標誌

導向牌
澳門的士站牌
可泊車時間輔助牌
有時限上落客貨區除外輔助牌
可泊車時間輔助牌
可泊車時間輔助牌
可泊車時間輔助牌
特許車輛可泊車時間輔助牌
特許車輛除外輔助牌
公共巴士除外輔助牌
紅燈亮起 必須停車
視頻監察
違泊偵測
違規偵測
超速偵測
超速偵測
交通標誌
區間測速(終結)
斜行式行人橫道交通標誌
標誌之輔助標牌 式 12a、式樣12b
標誌之輔助標牌 式 12a、式樣12b
地點指示牌
的士上落客區標誌牌

## 外部連結
（页面存档备份，存于）